# Rio Agriș (Baraolt)
O Rio Agriş é um rio da Romênia afluente do rio Baraolt, localizado no distrito de Covasna.